# Земјанске Костољани
Земјанске Костољани (слч. Zemianske Kostoľany) насељено је мјесто са административним статусом сеоске општине (слч. obec) у округу Прјевидза, у Тренчинском крају, Словачка Република.

## Становништво
| Година:    | 1994. | 2004.   | 2014.   | 2024.   |
| ---------- | ----- | ------- | ------- | ------- |
| Број људи: | 1656  | 1683    | 1741    | 1699    |
| Разлика:   |       | +1,63 % | +3,44 % | -2,41 % |

| Година:    | 2023. | 2024.   |
| ---------- | ----- | ------- |
| Број људи: | 1724  | 1699    |
| Разлика:   |       | -1,45 % |

Према подацима о броју становника из 2011. године насеље је имало 1.677 становника.